# Constantin Budeanu
Constantin Budeanu (n. 28 februarie S.V. 16 februarie 1886, Buzău – d. 27 februarie 1959, București) a fost un inginer român, membru titular al Academiei Române.

## Studii
În 1903 este admis la Școala Națională de Poduri și Șosele obținând diploma de inginer în 1908. A studiat domeniul electrotehnicii  și în străinătate.

## Cariera și realizări
La reîntoarcerea  în țară începe lucrul la atelierele CFR și Societatea de Tramvaie București. Curând după aceea devine  director tehnic al Societății Electrice din București și în 1916 profesor de Măsurări Electrice  și Electrotehnică în catedra de Electricitate și Electrotehnică a Școlii Naționale de Poduri și Șosele din București.  A fost asistentul lui Nicolae Vasilescu-Karpen din 1 octombrie 1916. În 1926 devine profesor titular la cursurile Măsuri și Tracțiune electrică.
A fost membru în primul birou de conducere al Comitetul Electrotehnic Român (1927). A participat activ la adoptarea sistemului internațional de unități SI și a avut preocupări legate de metrologie.
Pe lângă apartenența la Academia Română, a fost activ în multe societăți științifice internaționale precum Société Française d`Electriciens și Conférence Internationale des Grands Réseaux Electrique (CIGRE).
A introdus noțiunile de putere reactivă și deformantă. A introdus o unitate de putere electrică reactivă, corespunzând unui curent alternativ de un amper sub tensiunea de un volt - VAR - de la inițialele v(olt) + a(mper) + r(eactiv)].
Principala contribuție științifică rămâne studiul stărilor electrice deformante. A publicat o monografie intitulată Puissances réactives et fictives (1927) care e citată de majoritatea studiilor despre regimul deformant.
A realizat unele tipuri de reostate.

## Lucrări
- Sistemul practic general de mărimi și unități, Editura Academiei, 1957

## Distincții
- Ordinul Muncii clasa a III-a (14 septembrie 1953)[3]
- Ordinul Muncii clasa I (5 martie 1956) „pentru îndelungată activitate didactică și merite deosebit de valoroase pe tărîmul creației științifice, cu prilejul împlinirii a 70 de ani de la naștere”[4]

În 1955 Academia Română îl alege membru titular, iar mai târziu va acorda premiul ce-i poartă numele celor mai valoroase lucrări în domeniul electrotehnicii.

## Filatelie
În anul 1986, la un secol de la nașterea lui Constantin Budeanu, Poșta Română a pus în circulație o marcă poștală cu valoarea nominală de 3 lei, care reprezintă portretul acestuia.